# Симплотит
Симплотит — мінерал, водний ванадат кальцію. 

## Етимологія та історія
Названий на честь Джона Річарда Сімплота (4 січня 1909, Дуб'юк, Айова, США — 25 травня 2008, Бойсе, Айдахо, США), власника JR Simplot Company, у володінні якої знаходиться місцевість, де у 1956 році був відкритий мінерал. Місце першознахідки — Арахісова шахта (Peanut Mine), Булл-Каньйон, гірничовидобувний район Ураван, округ Монтроуз, Колорадо, США.

## Загальний опис
Хімічна формула: Ca[V4O9]∙5H2O.
Склад у %: CaO — 11,7; V2O4 — 69,5; H2O — 18,8.
Сингонія моноклінна. Призматичний вид. Утворює аґреґати дрібних пластинчастих кристалів. Спайність по (010) ясна. Густина 2,64. Дуже м'який. Твердість за шкалою Мооса — 1. Колір темно-зелений. Риса коричнево-чорна. Міститься в урано-ванадієвих рудах у пісковиках з монтроузитом, меланованадитом, селеном самородним, уранінітом, коффінітом та ін. мінералами ванадію та урану.
Зустрічається як вторинний мінерал в уранових та ванадієвих родовищах.
Типовий матеріал: Національний музей природничої історії, Вашингтон, округ Колумбія, США, № 115881.

## Розповсюдження
Знайдений у штатах Колорадо, Юта (США) і в Африці.
Також на урановому родовищі Роннебург у Тюрингії (Німеччина).